# LiLaLo
Das LiLaLo war ein von 1959 bis 1983 betriebenes jiddisches Kabarett in Amsterdam. Der Name Lilalo ist hebräisch und wird mit Für mich, für sie (die Dame), für ihn übersetzt. Das LiLaLo war das letzte jiddische Musik-Kabarett, das in Westeuropa existierte.

## Allgemeine Angaben
Betreiber des Kabaretts waren das Ehepaar Jossy und Jacques Halland. Das Kabarett befand sich in der De Clercqstraat 109, einer von Lebensmittelläden und Fachgeschäften geprägten Wohngegend, in einem Parterrelokal. Der Auftrittsraum, ausgestattet mit Teppichen und typisch jüdischen Alltagsgegenständen, spiegelte den jüdischen Hintergrund des Ehepaars wider.
Jossy Halland, die jüdische Tochter eines Opernsängers und einer Operettendiva aus Osteuropa, absolvierte ihre künstlerische Ausbildung am Jüdischen Theater Warschau. Im LilaLo trat Jossy Halland selbst als Chansonette und Diseuse auf. Jacques Halland, niederländischer Jude, war vor Eröffnung des LiLaLo Jazzpianist und trat unter anderem zusammen mit Jimmy Dorsey auf. Im LiLaLo übernahm er die Begleitung am Klavier.
Der Eintritt ins Kabarett war gratis, jedoch wurde erwartet, dass der Gast ein Getränk des Hauses zu sich nehmen würde.
Zu den zufriedenen Gästen des LiLaLo zählten unter anderem Pablo Picasso, Roberto Rossellini, Federico Fellini und Loriot. Das Ehepaar trat auch im damaligen Westdeutschland und der Sowjetunion auf, jedoch nie in Israel.

## Programmausrichtung
Die Konzeption des LiLaLo war es, die Kultur vor allem der osteuropäischen Juden lebendig zu erhalten. Jacques Halland gab an, dass sich diese Kultur in zahlreichen Liedern und Geschichten zeige und den Juden geholfen habe, schwierige Zeiten und Bedrohungen zu bewältigen. Aus diesem Bemühen habe sich das Motto des Kabaretts „Überliefern was im Verschwinden ist, angepasst an unsere Zeit“ entwickelt.
Das Musikprogramm umfasste auch Stücke, die die Judenverfolgung während des Nationalsozialismus, die Shoah, zum Thema hatten. Ein Beispiel ist das Lied:  's brennt, briderlach, 's brennt von Mordechaj Gebirtig, das 1942 im Warschauer Ghetto von ihm geschrieben wurde, um die Widerstandskraft der jüdischen Menschen gegen den faschistischen Terror zu stärken. In Bezug auf die Überbleibsel des Konzentrationslagers Majdanek komponierte Jacques Halland das Chanson A Barg Schiach. Neben typischen Zugnummern, wie Tate Blymenfeld oder As der Rebe Elimeylech, wurden verstärkt auch Texte zeitgenössischer Autoren, wie von Brecht, Tucholsky und Weinert, ins Programm aufgenommen.